# 敖翊臣
敖翊臣（？—？），四川重慶府榮昌縣人，清朝政治人物。道光二年壬午科四川鄉試舉人。
歷官珙縣教諭，豐順縣知縣，同治三年，署任廣東廣州府永安縣知縣（現紫金縣知縣）。后由王炳文接任。